# Figaleia
Figaléia ou Figalia (em grego: Φιγαλεία) é uma cidade grega da prefeitura de Elis. Sua origem é antiga, e atualmente possui cerca de 2.500 habitantes.
Segundo a lenda foi fundada por Fígalo, filho de Licaão. Em 659 a.C. rendeu-se a Esparta, mas depois recuperou a autonomia. Na guerra entre os etólios e aqueus foi o quartel general dos etólios, de onde devastaram a Messênia, até que foram expulsos por Filipe II da Macedônia. É também um sítio arqueológico.